# Smrtnost majki u Sjedinjenim Američkim Državama
Smrtnost majki u Sjedinjenim Američkim Državama odnosi se na smrt žene tokom trudnoće ili do godinu dana nakon prestanka trudnoće, i uključuje samo uzroke povezane sa njihovom trudnoćom, a ne uključuje slučajne uzroke.  Neki izvori smrtnost majki definišu i kao smrt žene do 42 dana nakon završetka trudnoće, umesto godinu dana.
Počev od 1986. godine Centa za praćenje i kontrolu bolesti  (eng. Centers for Disease Control and Prevention (akronim CDC) u SAD je započeo praćenje smrtnih slučajeva povezanih sa trudnoćom kako bi prikupio informacije i utvrdio šta je uzrokovalo te smrtne slučajeve stvaranjem Sistema za nadzor smrtnosti u vezi sa trudnoćom.  Iako su Sjedinjene Američke Države trošile više na zdravstvo nego bilo koja druga zemlja na svetu, više od dve porodilje su svakodnevno umirale tokom porođaja, što čini smrtnost majki u Sjedinjenim Američkim Državama najvećom u poređenju sa 49 drugih zemalja razvijenog sveta.
Nedavno je CDC  izvestio o povećanju koeficijenta materinske smrtnosti u Sjedinjenim Američkim Državama sa 18,8 smrtnih slučajeva na 100.000 rođenih na 23,8 smrtnih slučajeva na 100.000 rođenih u 2000. i 2014, što je porast od 26,6%.  Procenjuje se da je 20-50%  smrti porodilja, mogle da se spreči lečewem i prevencijom uzroka smrtnosti  (kao što su npr: krvarenje, ozbiljan visok krvni pritisak i infekcija).

## Definicije

### Umrla majka
Godišnji broj ženskih smrtnih slučajeva iz bilo kog uzroka koji je povezan ili je otežan trudnoćom ili njenim upravljanjem (izuzimajući slučajne ili zadesne uzroke) tokom trudnoće i porođaja ili u roku od 42 dana od prekida trudnoće, bez obzira na trajanje i mesto trudnoće, izraženo na 100 000 živorođenih, za određeni vremenski period.

### Smrtnost porodilja u vezi s trudnoćom
Smrt nastala tokom trudnoće, porođaja i puerperijuma, definiše se kao: smrt žene tokom trudnoće ili u roku od 42 dana od prekida trudnoće, bez obzira na uzrok smrti (akušerska i neakušerska smrt ). Smrtnost u vezi s trudnoćom je smrt žena u toku trudnoće ili 42 dana po završetku trudnoće, nezavisno od uzroka smrti.

### Kasna smrtnost porodilja
Kasna smrtnost porodilje je smrt žena usled direktnih ili indirektnih akušerskih komplikacija posle više od 42 dana, ali manje od godinu dana posle završetka trudnoće ili nakon prekida trudnoće.

### Indirektna akušerska smrt
Indirektna akušerska smrt je ona koja je posledica prethodne postojeće bolesti ili bolesti koja se razvila tokom trudnoće i koja nije nastala usled direktnih akušerskih uzroka, već je pogoršana fiziološkim efektima trudnoće. Primer: kod žene koja ima šećernu bolest, kada zatrudni, njena trudnoća pogoršava šećernu bolest i ona od nje umire.

### Živorođenče
Potpuno izbacivanje ili vađenje proizvoda začeća iz tela majke, bez obzira na trajanje trudnoće, koja, nakon takvog razdvajanja, udiše ili pokazuje bilo kakve druge dokaze o životu kao što su kucanje srca, pulsiranje pupčane vrpce ili određeno kretanje voljnih mišića, bez obzira da li je pupčana vrpca presečena ili nije ili je placenta pričvršćena. (ICD-10)

### Izveštavanje o smrtnosti majki
Međunarodno izveštavanje o smrtnosti majki u sklopu međunarodnog izveštavanja o smrtnosti majki, prihvata samo one smrtni slučajevi majki koji su se dogodili pre isteka 42-dnevnog referentnog perioda i treba da budu uključeni u izračunavanje različitih odnosa i stopa. Praćenje kasnijih smrtnih slučajeva omogućava dobijanje informacija za nacionalno, regionalno i globalno razumevanju ovih događaja bez obzira da li je pupčana vrpca presečena ili nije ili je placenta pričvršćena. (ICD-10)

### Doživotni rizik od majčine smrti
Doživotni rizik od majčine smrti je verovatnoća da majka zatrudni i verovatnoća da umre kao rezultat te trudnoće zbog kumuliranih životni rizik od majčine smrti tokom reproduktivnih godina žene.

### Pokazatelji smrtnosti porodilja
Pokazatelj koji se koristi za izračunavanje smrtnosti porodilja treblo bi označiti samo u odnosu na broj živorođenja ili na broj ukupnih rođenja (živorođenja plus smrti fetusa). Ako su dostupna oba pokazatelja, kalkulaciju treba izvršiti za svaki pojedinačno.
Podaci o smrtnosti majki i drugim relevantnim promenljivim dobijaju se kroz baze podataka koje vode SZO, UNPD, UNICEF i Grupa Svetske banke podataka. Podaci dostupni iz zemalja razlikuju se u pogledu izvora i metoda. S obzirom na varijabilnost izvora podataka, za svaki izvor podataka koriste se različite metode kako bi se došlo do procena u zemljama koje su uporedive i omogućavaju regionalno i globalno agregiranje.   Odnos materinske smrtnosti (MMR) definisan je kao broj umrlih majki tokom datog vremenskog perioda na 100 000 živorođenih u istom vremenskom periodu. Prikazuje rizik od majčine smrti u odnosu na broj živorođenih i u osnovi beleži rizik od smrti u jednoj trudnoći ili po jednom živorođenom detetu.

## Praćenje materinske smrtnosti
Godine 1986. Centri za kontrolu i prevenciju bolesti (CDC) i Američki koledž akušera i ginekologa (ACOG) stvorili su Sistem za nadzor smrtnosti povezan sa trudnoćom za praćenje smrtnosti majki tokom trudnoće i do jedne godine nakon porođaja. Pre ovoga, žene su bile nadgledane do 6 nedelja posle porođaja.
U 2016. godini CDC fondacija, Centri za kontrolu i prevenciju bolesti (CDC) i Asocijacija zdravstvenih programa majki i deteta (AMCHP) preduzeli su zajedničku inicijativu - „Izgradnja američkih kapaciteta za pregled i sprečavanje smrtnosti majki“ - koju finansira Merck iz Program Merck for Mothers. Oni preispituju smrtnost majki da bi poboljšali razumevanje povećanja odnosa materinske smrtnosti u Sjedinjenim Državama i da bi identifikovali preventivne intervencije.  Kroz ovu inicijativu stvorili su veb stranicu Reviev to Action koja je domaćin njihovim izveštajima i resursima.
U svom izveštaju za 2017. godinu, četiri države, Kolorado, Delaver, Džordžija i Ohajo, podržale su razvoj sistema podataka o pregledu materinske smrtnosti (MMRDS) koji je bio predviđen kao preteča Informativne aplikacije za pregled materinske smrtnosti (MMRIA). Tri agencije udružile su se sa Koloradom, Delaverom, Džordžijom, Havajima, Ilinoisom, Severnom Karolinom, Ohajom, Južnom Karolinom i Jutom kako bi prikupile podatke za aplikaciju za informacije o pregledu smrtnosti majki (MMRIA); a devet država je podnelo svoje prve izveštaje 2018. godine.
Posle decenija neaktivnosti američkog Kongresa ka smanjenju koeficijenta materinske smrtnosti, Odbor za aproprijacije Senata Sjedinjenih Država glasao je 28. juna 2018. godine da zatraži 50 miliona dolara za sprečavanje smrti američkih žena u vezi sa trudnoćom.  CDC bi dobio 12 miliona dolara za istraživanje i prikupljanje podataka. Takođe bi podržali pojedine države u brojanju i pregledu podataka o smrtnosti majki.  Savezni zavod za zdravlje majki i deteta dobio bi preostalih 38 miliona dolara usmerenih na program Zdravi početak i „programe spašavanja života, zasnovane na dokazima“ u bolnicama.  MCHB-ov Zdravi početak dobio je zadatak da smanji stopu smrtnosti novorođenčadi.

## Snimanje stanja i prikupljanje podataka
Prema članku iz Obstetrics and Ginecologi iz 2016. godine, MacDorman i saradnici, kao jedan od faktora koji utiče na stopu smrtnosti majki u SAD-u naveli su varijabilnost u izračunavanju smrtnosti majki. SZO smatra da su smrtne slučajeve majki one koje su se dogodile u roku od 42 dana nakon završetka trudnoće, dok Američki sistem za nadzor smrtnosti tokom trudnoće prati smrtne slučajeve majki kao one nastale u roku od godinu dana od kraja trudnoće.
Neke države dozvoljavaju višestruke odgovore, poput toga da li je smrt nastupila tokom trudnoće, u roku od 42 dana nakon trudnoće ili u roku od godinu dana trudnoće, ali neke države, poput Kalifornije, jednostavno pitaju da li se smrt dogodila u roku od godinu dana nakon porođaja.
U svom članku autori su opisali kako je prikupljanje podataka o stopama smrtnosti majki postalo "međunarodna sramota".   Godine 2003, nacionalni američki izvod iz matične knjige smrtnih slučajeva dodao je pitanje u polju sa statusom trudnoće. pokojnik. Mnoge države su odložile usvajanje novih standarda izvoda iz matične knjige umrlih. Ovi „zamagljeni“ podaci i ometaju analizu trendova stope smrtnosti majki. To je takođe značilo da tokom mnogih godina Sjedinjene Države nisu mogle da prijave nacionalnu stopu smrtnosti majki OECD-u ili drugim repozitorijumima koji međunarodno prikupljaju podatke.
Kao odgovor na MacDormanovu studiju koja otkriva „nesposobnost ili nespremnost država i savezne vlade da prate smrt majki“, ProPublica i NPR otkrili su da je samo u 2016. između 700 i 900 žena umrlo od trudnoće i porođaja - ili sa trudnoćom povezanim uzroci. U „Izgubljenim majkama“ objavili su priče o nekim umrlim ženama u rasponu od 16 do 43 godine.
Zdravi ljudi 2010 je savezna organizacija kojom upravlja Kancelarija za prevenciju bolesti i promociju zdravlja (ODPHP) pri američkom Ministarstvu zdravlja i socijalnih usluga (HHS), koja je u 2010. godini, ustanovila da je smrtnosti majki iznosio 12,7 (umrlih na 100 000 živorođenih). To je bilo 3 puta više od cilja Zdravi ljudi 2010., i nacionalnog cilja koji je postavila američka vlada.
Prema članku iz 2009. godine u časopisu Anthropologi Nevs, studijama koje su sproveli Amnesti International, Ujedinjene nacije i savezni programi poput CDC-a, koje se nisu ograničeni na njih, smrtnost majki se nije smanjila od 1999. godine i možda je rasla.
Do novembra 2017. godine, Baltimor, Filadelfija i Njujork osnovali su komitete za „pregled smrtnih slučajeva i teških komplikacija povezanih sa trudnoćom i porođajem“ u svojim gradovima kako bi sprečili smrtnost majki. Komisija u Njujorku, Komitet za ocenu smrtnosti i morbiditeta majki (M3RC), obuhvatala je lekare, medicinske sestre, „doule, babice i socijalne radnike“.   U julu 2018. administracija de Blasio u Njujorku objavila je da će izdvojiti 12,8 miliona dolara za prve tri godine petogodišnjeg plana za „smanjenje majčinih smrtnih slučajeva i životno opasnih komplikacija porođaja među obojenim ženama“.

### Medicinski uzroci
Smrt majke može se pratiti i preko zdravlja majke, što uključuje fizičko vežbanje tokom čitave trudnoće i pristup osnovnoj nezi. Više od polovine smrtnosti majki dogodi se u prva 42 dana nakon rođenja. Rasa, lokacija i finansijski status doprinose kako smrtnosti majki koja utiče na žene širom zemlje.
Kao odgovor na visok nivo smrtnosti majki u Teksasu, Stejt department je 2013. godine osnovao Radnu grupu za majčinu smrtnost i morbiditet. Prema izveštaju Amnesti International-a iz 2010. godine, pet zdravstvenih stanja zajedno čini 74% svih smrtnih slučajeva majki u SAD-u.

##### Embolija
Embolija krvnih sudova ili začepljenje krvnog suda verovatno zbog duboke venske tromboze, krvnog ugruška koji se formira u dubokoj veni, obično u nogama, koja može biti i iz drugih dubokih vena možedovesti do dugoročnih efekata ili biti fatalna.

##### Krvarenje
Jako krvarenje može biti uzrokovano prirastajem placente, prirastkom i perkretom, puknućem materice, ektopičnom trudnoćom, atonijom materice, zadržanim produktima začeća i suženjem. Tokom porođaja uobičajeno je izgubiti između pola litre krvit, u zavisnosti od toga da li majka rađa prirodnim putem ili carskim rezom. Dodatna i jaka krvarenja, unutrašnjih organi majke mogu da pređu u šok zbog lošeg protoka krvi i biti fatalna.

##### Preeklampsija
Otprilike 20 nedelja do porođaja, trudnice mogu imati povišenje krvnog pritiska što bi moglo ukazivati na preeklampsiju. Preeklampsija uključuje nepravilni rad jetre i bubrega, na šta ukazuju proteini u urinu, kao i hipertenzija. Preeklampsija takođe može postati eklampsija, kada majka pada u komi, što je retko, ali fatalno.

##### Infekcija
Infekcija je veoma česta komplikacija i nastaje zbog narušenog imunološkog sistem. Naime kada je žena trudna, njen imunološki sistem se ponaša drugačije od prvobitnog, skloniji je infekciji koja može biti preteća i za majku i za bebu. Različite vrste infekcija uključuju infekciju plodne vode i okolnih tkiva, grip, infekcije genitalnog trakta i infekciju sepse / krvi. Groznica, jeza, abnormalni rad srca i disanje mogu ukazivati na neki oblik infekcije.

##### Kardiomiopatija
Kardiomiopatija, praćena uvećanjem srca, zadebljanjem i krutošću srčanog mišića dovodi do toga da srce slabi i umire. To može dovesti do niskog krvnog pritiska, smanjene funkcije srca i srčane insuficijencije. Ostali kardiovaskularni poremećaji takođe doprinose smrtnosti majki.
- Neki od glavnih uzroka smrtnih slučajeva povezanih sa trudnoćom
- Mikroskopska slika hipertrofičnih krvnih sudova u trudnoći
- Embolija i tromboza krvnih sudova
- Kardiomiopatija
- Krvarenje u bubrežnom predelu

#### Postporođajna depresija
Postporođajna depresija se široko ne leči i neprepoznaje, ali može da dovede do samoubistva. Samoubistvo je jedan od najznačajnijih uzroka smrtnosti majki,  i za koje se navodi da su u mnogim studijama uzrok broj jedan.  Postporođajna depresija je uzrokovana hemijskom neravnotežom usled hormonalnih promena tokom i posle rođenja, dugotrajnija je i ozbiljnija od „bebi bluza“.

#### Direktni uzroci smrti
| Direktni uzroci smrti                            | Stopa na 100.000 materinstava |
| Tromboza i tromboembolija                        | 1.01                          |
| Antepartumsko krvarenje i postpartumno krvarenje | 0.55                          |
| Embolija amnionske tečnosti                      | 0.42                          |
| Sepsa genitalnog trakta                          | 0.29                          |
| Rana trudnoća / ektopična trudnoća               | 0.25                          |
| Preeklampsija i eklampsija                       | 0.25                          |
| Anestezija                                       | 0.13                          |

### Indirektni uzroci smrti
| Indirektni uzroci smrti                              | Stopa na 100.000 materinstava |
| Srčani                                               | 2.06                          |
| Indirektna sepsa - grip, upala pluća / drugi         | 1.26                          |
| Indirektna neurološka stanja, uključujući epilepsiju | 1.01                          |
| Psihijatrijska                                       | 0.80                          |
| Kasne smrti majki                                    | 14.12                         |

### Socijalni faktori
Socijalne odrednice zdravlja takođe doprinose stopi smrtnosti majki. Neki od ovih faktora uključuju pristup zdravstvenoj zaštiti, obrazovanju, starost, rasu i prihode.

### Pristup zdravstvenoj zaštiti
Žene u Sjedinjenim Američkim Državama se obično sastaju sa lekarima samo jednom nakon porođaja, i to šest nedelja nakon porođaja. Zbog ovog velikog razmaka u postporođajnom periodu, mnogi zdravstveni problemi ostaju neprovereni, što može rezultovati majčinom smrću.   Baš kao što žene, posebno žene u boji, imaju poteškoća sa pristupom prenatalnoj nezi, isto važi i za pristup postporođajnoj nezi. Postporođajna depresija takođe može dovesti do prerane smrti i majke i deteta.
Medicina od majki zahteva da obave bar minimalnu obuku za porođaj kako bi neke većbe i radnje mogle samostalno da vežbaju.  Nedostatak iskustva može dovesti do toga da će neki lekari verovatno pogrešiti ili ne obratiti pažnju na određene simptome koji mogu ukazivati na jedan od nekoliko uzroka smrti majki. Ženama s ograničenim pristupom ovakvoj vrsti lekara može biti lakše ako su iskusnije da vide neki probvlem pre nego iskusniji lekare. Pored toga, mnogi lekari ne žele da vide pacijente koji su trudni ako nisu osigurani ili ne mogu priuštiti participaciju, što ograničava prenatalnu negu majkama i sprečava žene budu svesne potencijalnih komplikacija.
Osiguravajuća društva zadržavaju pravo da kategorišu trudnoću kao prethodno stanje, čineći tako žene nepodobnim za privatno zdravstveno osiguranje. Čak je i pristup Medicaid-u ograničen na neke žene zbog birokratije i kašnjenja u pokrivanju osiguranja (ako bude odobreno). Mnoge žene su odbijene i zbog naknada za Medicaid. Prema studiji iz 2020. godine koju je sprovela Erica L Eliason, smanjivanje finansiranja Medicaida ograničava pristup prenatalnoj zdravstvenoj zaštiti, za koju se pokazalo da povećava stopu smrtnosti majki. Ova studija je zaključila da su proširenja Medicaida direktno povezana sa smanjenjem stope smrtnosti majki.   Prema tome praksa podržavajuće nege može da poboljša zdravlje majke i deteta i smanji zdravstvene razlike,  a ove usluge su nedovoljno iskorišćene među ženama sa niskim primanjima i ženama druge boje kože, koje su u većem riziku od loših zdravstvenih ishoda po majku.
Žene možda neće moći da pronađu ili priušte usluge ili ne znaju da im se one nude.   Nacionalno istraživanje iz 2012. godine koje je sprovela Childbirth Connection pokazalo je da su žene koje koriste Medicaid za plaćanje troškova porođaja imaju dvostruko veće šanse od onih koje koriste privatno osiguranje i nikada nisu čule za tu mogućnost (36% naspram 19%).   Iako  Medicaid ne pokriva brigu sve usluge tokom prenatalnog ili postpartalnog perioda žene.
Žene koje nemaju pristup prenatalnoj nezi imaju 3-4 puta veće šanse da umru tokom ili posle trudnoće od žena koje to imaju.

#### Nejednak pristup zdravstvenim resursima pojedinih rasa
Istorijski gledano, američki sistemi su crnke isključili iz podrške i resursa koji se daju belim ženama, što je nejednakost koja najbolja ilustruje sistem socijalne zaštite u Sjedinjenim Američkim Državama.
Godine 1935. Sjedinjene Američkr Države su donijele Zakon o socijalnoj sigurnosti, koji je obuhvatao današnje beneficije za socijalnu zaštitu i nezaposlenost. U teoriji, sistem socijalne zaštite pomogao bi svoj djeci i porodicama; ali umesto toga, uglavnom je pomagao bijeloj djeci i porodicama, jer crnci, velikim dijelom, nisu mogli učestvovati u njegovim prednostima. Taj je čin isključio pojedince koji su radili na farmama ili kao pomoć u kući - poslovi koje su često držali Afroamerikanci i živopisni ljudi tokom 1930-ih godina, i tako stvorio sistem u kojem je vladina pomoć uglavnom bila rezervirana za bijelu populaciju.
Sistem socijalne zaštite evoluirao je i poboljšao se od 1935. godine, ali posledice njegovog diskriminatornog porekla i dalje su prisutne u kontinuiranim ciklusima siromaštva i nejednakom pristupu resursima. Sjedinjene Američke Države ne pružaju ženama i djeci crnaca iste beneficije kao i njihovim bijelim kolegama, taj je čin stvorio opasan presedan i ostavio nasljeđe diskriminacije u sistemu namijenjenom poboljšanju pravičnosti, koji se u konačnici odigrava u stavovima i postupanju s Afroamerikancima u sistemima njege.

### Obrazovanje
Pokazalo se da su majke između 18 i 44 godine koje nisu završile srednju školu imale 5% porast smrtnosti majki u odnosu na žene koje su završile srednju školu. Završetkom osnovne škole 10% devojčica mlađih od 17 godina ne bi zatrudnelo i 2/3 smrtnosti majki moglo bi se sprečiti. Srednje obrazovanje, univerzitetsko školovanje, samo bi dodatno smanjilo stope trudnoće i majčine smrti.

### Starost
Mlade adolescentkinje imaju najveći rizik od smrtnih komplikacija u bilo kojoj starosnoj grupi.  Ovaj visoki rizik može se objasniti različitim uzrocima, kao što je verovatnoća da će adolescenti prvi put roditi u poređenju sa ženama starijih starosnih grupa.  Ostali faktori koji takođe mogu dovesti do većeg rizika među ovom starosnom grupom uključuju niži ekonomski status i obrazovanje.
Iako se adolescentkinje suočavaju sa većim rizikom od majčinske smrtnosti, studija sprovedena između 2005. i 2014. godine otkrila je da je stopa majčinske smrtnosti bila veća među starijim ženama. Pored toga, drugo istraživanje pokazalo je da je stopa veća naročito kod žena starih 30 godina ili više.

### Rasa
Afroamerikanke imaju četiri puta veće šanse da pate od majčinskog morbiditeta i mortaliteta od belkinja,   a tokom poslednjih 20 godina nije bilo većih poboljšanja da bi se ispravili ovi uslovi.  Dalje, žene u boji, posebno „Afroamerikanke, domorodačko stanovništvo, Latinoamerikanke (žene imigrantkinje) i žene koje ne govore engleski“, ređe će dobiti potrebnu negu. Pored toga, žene rođene u inostranstvu imaju povećanu verovatnoću materinske smrtnosti, posebno Hispanoamerikanke.
Uzrok smrtnosti, posebno kod starijih žena, različit je među različitim rasama. Kavkaski žene češće imaju hemoragiju, kardiomiopatiju i emboliju, dok Afroamerikanke češće imaju hipertenzivne poremećaje, moždani udar i infekciju.
Crkinje u Sjedinjenim Američkim Državama, prema studiji Svetskog časopisa za ginekologiju i zdravlje pored čestog oboljevanja od kardiovaskularnih bolesti i smrtnosti majki, pate i od rasizma u zdravstvu, što dobrinosi većoj smttnosti ove populacije. Primetno, doživljavanje rasizma i diskriminacije u zdravstvenoj zaštiti čini majke crnkinje manje uverenijim u dobrobit zdravstvenog sistem, a autori ove studije preporučuju da je rešavanje ovog problema ključno za obnovu poverenja i podsticanje oslanjanja od predrasuda vezanih za zdravstveni sistem.
Nepoverenje u zdravstveni sistem može biti štetno za zdravlje i dobrobit crnaca i manjinskih majki i njihovu novorođenčad. Nepovjerenje u zdravstveni sistem često rezultuje smanjenim susretima sa sistemom, što može biti vrlo štetno s obzirom na uspostavljenu vezu između kasne i neadekvatne prenatalne njege i loših ishoda trudnoće kao što su mala porođajna težina, prevremeni porod i smrtnost novorođenčadi.
Kao što je prethodno pomenuto, odlaganje u potrazi za prenatalnom negom kod crnaca i majki manjina povezano je sa iskustvima rasizma i diskriminacije u zdravstvenom sistemu. Prema anketi Slušanje majki III, 40% manjinskih učesnika imalo je problema sa komunikacijom, a gotovo četvrtina manjinskih majki osećala se diskriminisano tokom porođajne hospitalizacije. Isto istraživanje otkrilo je da su majke crnaca i latinoamerikanki imale gotovo tri puta veće šanse da dožive diskriminaciju u zdravstvenom sistemu zbog rase, jezika ili kulture. Ove statistike su alarmantne i pokazuju značajan problem rasizma i implicitnih pristrasnosti koji postoje u američkom zdravstvenom sistemu. Ova pitanja pogoršavaju uočeni disparitet morbiditeta i smrtnosti majki i deteta između majki manjina i belih majki u Sjedinjenim Američkim Državama i njima se mora pozabaviti sistem kako bi se osigurali pravičniji zdravstveni ishodi majki i deteta. Važan prvi korak u suočavanju sa rasizmom i implicitnom pristrasnošću u zdravstvenom sistemu mogao bi uključivati dizajn, primenu i zahtev sveobuhvatnog programa.
Još jedan faktor koji doprinosi povećanom stepenu morbiditeta i mortaliteta majki i deteta kod žena Afroamerikanaca i manjina je razlika u kvalitetu porodilišnih bolnica između žena manjina i belih žena. Prema studiji koju je sprovela dr Elizabeth A. Hovell, žene koje pripadaju rasnim i etničkim manjinama porađaju se "u bolnicama rizičnijeg i lošijeg kvaliteta" od belih žena. Prema dr Hovell-u, bolnice u kojima su se tokom porođaja nesrazmerno zbrinjavale afroameričke žene, „majke su imale veće stope morbiditeta prilagođenih riziku i za crno-bele i za bele žene u tim bolnicama“.
U Njujorku su se crnkinje verovatnije porađale u bolnicama sa višom stopom morbiditeta majki prilagođenih riziku, a studija sprovedena u istom gradu otkrila je da bi, ako bi se Afroamerikanke porađale u istim bolnicama kao i bele žene, „1.000 Crnkinja moglo izbeći ozbiljne morbiditetne događaje. tokom porođajne hospitalizacije, što bi moglo smanjiti ozbiljnu stopu mortaliteta crnkinja sa 4,2% na 2,9%.  To pokazuje da je mogućnost da crnkinje dobiju isti nivo i kvalitet nege kao i belkinje od suštinskog značaja za smanjenje uočene zdravstvene nejednakosti. Rešenje ovog pitanja uključuje adresiranje različitih socijalno-ekonomskih i strukturnih faktora koji zahtevaju agresivne zakone i politike od strane političara i predstavnika vlade.
Pokazalo se da SAD imaju najveću stopu smrtnosti povezane sa trudnoćom i smrtnošću majki među svim industrijskim zemljama. CDC je prvi put primenio Sistem za nadzor smrtnosti trudnoće 1986. godine i od tada su stope smrtnosti majki porasle sa 7,2 umrlih na 100.000 živorođenih 1987. godine na 17,2 smrtnih slučajeva na 100.000 živorođenih u 2015. godini. Pitanje materinske smrtnosti neproporcionalno utiče na žene u boji u poređenju sa stopom kod belih nehispanožena.
Sledeće statistike preuzete su iz CDC-a i pokazuju sledeću stopu smrtnosti majki između 2011. i 2015. godine na 100.000 živorođenih:
- Crnkinje nehispano rase - 42,8,
- Američke indijankei / aljaski domorodački -nešpansko-32,
- azijsko-pacifički ostrvčani nehispani 14.2,
- belenehistanske-13.0,
- hispanska -11.4.

Postojeće rasne razlike kada se razmatra smrtnost majki u Sjedinjenim Američkim Državama, utiču na to da crnkinje imaju 3 do 4 puta veće šanse da umru od komplikacija povezanih sa trudnoćom u odnosu na žene bele rase, azijatkinje i žene hispano nacionalnosti. Uzroci smrti među ovim ženama su takođe različiti, a neki su više nekonvencionalni poput hipertenzije i venskih tromboembolija.

### Prihod u porodici
Procenjuje se da se 99% žena porađa u bolnicama uz naknade koje u proseku iznose između 8.900 i 11.400 dolara za vaginalni porođaj i između 14.900 i 20.100 dolara za carski rez.
Mnoge žene ne mogu priuštiti ove visoke troškove, mogu priuštiti privatno zdravstveno osiguranje, pa čak i čekanje na negu koju finansira država, jer se to može pokazati kobnim, imajući u vidu da kašnjenje pokrića troškova obično rezultuje time da žene ne dobiju potrebnu negu od početka.

### Ostali faktori rizika
Neki drugi faktori rizika uključuju gojaznost, hronični visoki krvni pritisak, povećanu starost, dijabetes, carski rez i pušenje. Odlazak na manje od 10 prenatalnih poseta takođe je povezano sa većim rizikom od smrtnosti majki.
Cilj akcije Zdravi ljudi 2010. bio je smanjiti stopu smrtnosti na 15% među majkama koje su prvi put rodile, ali taj cilj nije ispunjen, a stopa smanjenje je u porastu od 1996. godine i dostigla je sve -vremenski najviši nivo u 2009. godini od 32,9%.
Takođe prekomerna primena i nemedicinski neophodni carskih rezova može dovesti do komplikacija koje doprinose većoj smrtnosti majki.
Utvrđeno je da je geografski položaj takođe faktor koji doprinosi tome. Podaci su pokazali da su stope smrtnosti majki veće u ruralnim oblastima Sjedinjenih Američkih Država.

## Uporedni prikaz stanja po državama unutar SAD
Jasno je da SAD imaju jednu od najviših stopa smrtnosti majki na zapadnoj hemisferi. Sjedinjene Države treba smatrati jednom od najbogatijih i najrazvijenijih zemalja sveta, ali čini se da im nedostaje u nekim oblastima zdravstvenog sistema. U SAD-u bolnički računi za zdravstvenu zaštitu majki koštaju više od 98 milijardi dolara, a zabrinutost zbog degradacije majke rezultirala je raspadom države po državu. U Sjedinjenim Državama, smrtnost majki se povećava na Jugu u poslednjih nekoliko godina, posebno u Džordžiji. Nedostatak zdravstvenih radnika ograničava pristup zdravstvenoj zaštiti, posebno u zajednicama u kojima nedostaje znanje o prevenciji. Smrtnost majki jedno je od zdravstvenih pitanja koje se može sprečiti ako se na odgovarajući način reši. Ovo je praznina u zdravstvenoj zaštiti koju treba rešiti radi dalje prevencije. Jasno je da Gruziji nedostaje prevencije jer nemaju pristup nezi i pružaocima usluga u svojoj zajednici. Pod lupom u siromaštvu navodi se da je 730.000 latinoamerikanaca ispod nivoa od 200%. Manje od četvrtine stanovništva Gruzije živi u siromaštvu i oni su manjine. Život u siromaštvu zaista povećava šanse za smrtnost majki jer žene i deca nemaju novca za putovanja u područja u Gruziji koja imaju pristup zdravstvenoj zaštiti. Od 2018. godine samo 79 okruga ima OBGIN, u poslednje dve godine ovo je naročito opalo pod Trampovom administracijom.
| Država         | Status | MMR     |
| -------------- | ------ | ------- |
| USA            |        |         |
| California     | 1      | 4.5     |
| Massachusetts  | 2      | 6.1     |
| Nevada         | 3      | 6.2     |
| Colorado       | 4      | 11.3    |
| Hawaii         | 5      | 11.7    |
| West Virginia  | 5      | 11.7    |
| Alabama        | 7      | 11.9    |
| Minnesota      | 8      | 13.0    |
| Connecticut    | 9      | 13.2    |
| Oregon         | 10     | 13.7    |
| Delaware       | 11     | 14.0    |
| Wisconsin      | 12     | 14.3    |
| Washington     | 13     | 14.8    |
| Virginia       | 14     | 15.6    |
| Maine          | 15     | 15.7    |
| North Carolina | 16     | 15.8    |
| Pennsylvania   | 17     | 16.3    |
| Illinois       | 18     | 16.6    |
| Nebraska       | 19     | 16.8    |
| New Hampshire  | 19     | 16.8    |
| Utah           | 19     | 16.8    |
| Kansas         | 22     | 17.7    |
| Iowa           | 23     | 17.9    |
| Rhode Island   | 24     | 18.3    |
| Arizona        | 25     | 18.8    |
| North Dakota   | 26     | 18.9    |
| Kentucky       | 27     | 19.4    |
| Michigan       | 27     | 19.4    |
| Ohio           | 29     | 20.3    |
| New York       | 30     | 20.6    |
| Idaho          | 31     | 21.2    |
| Mississippi    | 32     | 22.6    |
| Tennessee      | 33     | 23.3    |
| Oklahoma       | 34     | 23.4    |
| Maryland       | 35     | 23.5    |
| Florida        | 36     | 23.8    |
| Montana        | 37     | 24.4    |
| Wyoming        | 38     | 24.6    |
| New Mexico     | 39     | 25.6    |
| South Carolina | 40     | 26.5    |
| South Dakota   | 41     | 28.0    |
| Missouri       | 42     | 32.6    |
| Texas          | 43     | 34.2    |
| Arkansas       | 44     | 34.8    |
| New Jersey     | 45     | 38.1    |
| Indiana        | 46     | 41.4    |
| Louisiana      | 47     | 44.8    |
| Georgia        | 48     | 46.2    |
| Alaska         |        | No data |
| Vermont        |        | No data |

## Sjedinjene Američke Države u poređenja sa drugim zemljama
Poređenje američke stope smrtnosti majki i stope smrtnosti u drugim zemljama komplikovano je zbog nedostatka ujednaćene standardizacije. Neke zemlje nemaju standardni metod za prijavljivanje smrtnosti majki, a neke se u statistikama računaju smrtnost majki samo kao direktan rezultat trudnoće.
Pedesetih godina 20. veka stopa smrtnosti majki u Velikoj Britaniji i Sjedinjenim Američkim Državama bila je ista. Do 2018. stopa u Velikoj Britaniji bila je tri puta niža nego u Sjedinjenim Američkm Državama, zbog primene standardizovanog protokola.
Amnesti internašonal je 2010. godine objavio izveštaj o smrtnosti majki u Sjedinjenim Amerićkim Državama na 154 stranice.
Ujedinjene nacije su 2011. godine opisale smrtnost majki kao pitanje ljudskih prava koja moraju biti na čelu američke zdravstvene zaštite, jer su se stope mortaliteta pogoršavale tokom godina.
Prema izveštaju SZO iz 2015. godine, u Sjedinjenim Američkm Državama MMR između 1990. i 2013. godine „se više nego udvostručio sa procenjenih 12 na 28 umrlih majki na 100.000 rođenih.“   Do 2015. godine, Sjedinjene Američke Države su imale veći MMR od „ Islamske Republike Irana, Libija i Turske ".
U serijalu NPR i ProPublica za 2017. godinu „Izgubljene majke: smrtnost majki u Sjedinjenim Američkim Državama“ na osnovu šestomesečnog istraživanja u saradnji, izvestili su da Sjedinjene Američke Države imaju najveću stopu smrtnosti majki od bilo koje druge razvijene zemlje i jedina su država u kojoj stopa smrtnosti raste.   Stopa smrtnosti majki u Sjedinjenim Američkim Državama je 2017. godine bila tri puta veća od one u susednoj Kanadi,  i šest puta veća nego u Skandinaviji.
Konkretno u Sjedinjenim Američkim Državama, smrtnost majki i dalje je preovlađujuće problem u zdravstvu. Od 2003. do 2013. godine, samo je osam zemalja širom sveta zabeležilo porast stope smrtnosti majki. Sjedinjene Američke Države su bile uključene u ovu grupu, zbog videćeg porasta odnosa smrtnosti u trudnoći tokom poslednje tri decenije. Posmatrajući period od 1990. do 2013. godine. Na globalnom nicou, Sjedinjene Američke Države su jedinezabeležile porast stope smrtnosti majki tokom ovog vremenskog perioda.

## Smrtnost majki raste u Sjedinjenim Državama kako drugde opada
Sjedinjenim Američkim Državama imaju najgoru stopu smrtnosti majki u razvijenom svetu, i imaju „najveću stopu smrtnosti majki u industrijalizovanom svetu“.   U Sjedinjenim Državama stopa majčinske smrtnosti u proseku je iznosila 9,1 smrtnosti majki na 100 000 živorođenih uperiodu 1979–1986. godine, ali je zatim brzo rasla na 14 na 100.000 u 2000. i 17,8 na 100.000 u 2009. goodini.  U 2013. stopa je bila 18,5 umrlih na 100.000 živorođenih.   Sugerisano je da je porast majčine smrti u Sjedinjenim Državama možda posljedica poboljšane identifikacije i pogrešne klasifikacije što rezultira lažno pozitivnim rezultatima. Stopa se u 2014. neprekidno povećavala na 18,0 umrlih na 100 000 živorođenih.  Između 2011. i 2014. godine, zabeleženo je 7.208 smrtnih slučajeva koji su prijavljeni CDC-u i koji su se dogodili kod žena u roku od godinu dana od kraja njihove trudnoće. Od toga je bilo 2.726 za koje je utvrđeno da su umrle od trudnoće.
Od 2016. godine, ProPublica i NPR istraživali su faktore koji su doveli do povećanja smrtnosti majki u Sjedinjenim Američkim Državama. Oni su izvestili da se „stopa životno opasnih komplikacija za novopečene majke u SAD, više nego udvostručila u dve decenije zbog već postojećih uslova, medicinskih grešaka i nejednakog pristupa nezi“. Prema Centrima za kontrolu bolesti i prevenciju, od oko 4 miliona žena koje se porode u SAD godišnje, preko 50.000 godišnje, doživi „opasne, pa čak i po život opasne komplikacije“.
Prema izveštaju američkih Centara za kontrolu i prevenciju bolesti, u 1993. godini stopa ozbiljnog morbiditeta majki porasla je sa 49,5 na 144 „na 10.000 porođajnih hospitalizacija“ u 2014. godini, što je porast od skoro 200 procenata. Transfuzija krvi se takođe povećala tokom istog perioda sa „sa 24,5 u 1993. na 122,3 u 2014. godini i smatra se glavnim pokretačem porasta SMM. Nakon isključenja transfuzije krvi, stopa SMM se vremenom povećala za oko 20%, sa 28,6 u 1993. na 35,0 u 2014. “
Poslednjih 60 godina neprekidno pokazuju značajne rasne razlike u smrtnim slučajevima povezanim sa trudnoćom. Između 2011. i 2014. godine, odnos mortaliteta za različite rasne populacije na osnovu smrtnih slučajeva povezanih sa trudnoćom bio je sledeći: 12,4 smrtnih slučajeva na 100 000 živorođenih belih žena, 40,0 crnkinja i 17,8 žena ostalih rasa. To pokazuje da crne žene imaju između tri i četiri puta veće šanse da umru od problema vezanih za trudnoću. Takođe se pokazalo da je jedan od glavnih faktora koji utiču na razlike u zdravlju majki u Sjedinjenim Državama sve veća stopa nezaraznih bolesti. Pored toga, žene u boji nisu imale jednak pristup zdravstvenim radnicima i jednak tretman od strane tih profesionalaca.
„Loši reproduktivni rezultati crnih žena često se doživljavaju kao lični neuspeh žena. Na primer, o negativnim ishodima porođaja žena crnaca obično se govori u smislu onoga što žene rade, poput pijenja alkohola, pušenja i imaju manje od optimalnih prehrambenih navika koje dovode do gojaznosti i hipertenzije. Može se videti da su izloženi riziku na osnovu pretpostavke da su ’neoženjeni’, jer zapravo imaju partnera - ali su neoženjeni “.  Crnke u Sjedinjenim Državama umiru većim stopama od belkinja u Sjedinjenim Državama. Sjedinjene Države imaju jednu od najgorih stopa smrtnosti majki, uprkos tome što su razvijena država. Sistem zdravstvene zaštite u Sjedinjenim Državama oštećen je sistematskom pristrasnošću prema ljudima u boji koji datiraju iz vekova ugnjetavanja i rasizma iz ropstva.
Nejasno je zašto su se povećale smrtnosti povezane sa trudnoćom u Sjedinjenim Američkim Državama. Čini se da se pokazalo da upotreba računarskih servera podataka u državama i promene u načinu kodiranja smrti, sa potvrdnim okvirom za trudnoću dodanom u matične knjige umrlih u mnogim državama, poboljšavaju identifikaciju ovih smrtnih slučajeva povezanih sa trudnoćom. Međutim, ovo ne doprinosi smanjenju stvarnog broja umrlih. Takođe, uočene su greške u izveštavanju o stanju trudnoće, što najverovatnije dovodi do precenjivanja broja smrtnih slučajeva povezanih sa trudnoćom.  Opet, ovo ne doprinosi objašnjenju zašto se stopa smrtnosti povećala, ali pokazuje komplikacije između izveštavanja i stvarnog doprinosa ukupnoj stopi materinske smrtnosti.
Iako 99% porođaja u Sjedinjenim Državama pohađa neki oblik kvalifikovanog zdravstvenog radnika, odnos majčinske smrtnosti u 2015. godini iznosio je 14 smrtnih slučajeva na 100 000 živorođenih, i pokazalo se da stopa majčinog mortaliteta raste. Takođe, Sjedinjene Američke Države nisu toliko efikasne u sprečavanju smrti povezane sa trudnoćom u poređenju sa većinom drugih razvijenih država.
Sjedinjene Države su učestvovale u Milenijumskim razvojnim ciljevima utvrđenim od Ujedinjenih nacija. Milenijumski razvojni ciljevi završili su se 2015. godine, ali su ponoovo praćeni u obliku Ciljeva održivog razvoja počev od 2016. Milenijumski razvojni ciljevi imali su nekoliko zadataka, od kojih je jedan bio poboljšanje stope smrtnosti majki na globalnom nivou. Uprkos njihovom učešću u ovom programu, kao i trošenju više od bilo koje druge države na bolničku negu majki, Sjedinjene Američke Države su i dalje zabeležile povećane stope smrtnosti majki. Ova povećana stopa smrtnosti majki bila je posebno izražena u odnosu na druge zemlje koje su učestvovale u programu, gde se tokom istog perioda globalna stopa materinskog mortaliteta smanjila za 44%. Takođe, Sjedinjene Države trenutno nisu na putu da ispune cilj Zdravih ljudi 2020 da smanje smrtnost majki za 10% do 2020. godine i nastavljaju da neuspešno ispunjavaju nacionalne ciljeve u smanjenju majčine smrti. Samo 23 države imaju neki oblik politike koji uspostavlja odbore za pregled specifične za smrtnost majki od 2010. godine.
U pokušaju da odgovori na stopu materinske smrtnosti u Sjedinjenim Američkim Državama, CDC traži da 52 regiona koji izveštavaju (sve države i Njujork i Vašington DC) pošalju smrtne listove za sve one žene koje su umrle i možda odgovaraju njihovoj definiciji smrti povezane sa trudnoćom, kao i kopije odgovarajućih evidencija rođenja ili smrti novorođenčeta. Međutim, ovaj zahtev je dobrovoljan i neke države možda neće imati mogućnost da se pridržavaju ovom zahtevu.
Zakon o pristupačnoj nezi (ACA) omogućio je dodatni pristup porodiljskoj nezi šireći mogućnosti za dobijanje zdravstvenog osiguranja za neosigurane i obavezujući da određene zdravstvene beneficije pokrivaju. Takođe je proširio pokrivenost za žene koje imaju privatno osiguranje. Ovo proširenje omogućilo im je bolji pristup uslugama primarne i preventivne zdravstvene zaštite, uključujući skrining i lečenje hroničnih bolesti. Dodatna pogodnost za usluge planiranja porodice bio je zahtev da većina planova osiguranja pokriva kontracepciju bez podele troškova. Međutim, veći broj poslodavaca može da zahteva izuzeće iz verskih ili moralnih razloga pod trenutnom upravom. Takođe, pod trenutnom upravom, Odeljenje za zdravstvo i socijalne usluge (HHS) smanjilo je finansiranje programa prevencije trudnoće za adolescentne devojke.
Žene obuhvaćene Medicaid-om pokrivene su kada dobiju prenatalnu negu, negu tokom porođaja i negu posle porođaja. Ove usluge pružaju se gotovo polovini žena koje se porađaju u Sjedinjenim Američkim Državama. Trenutno je Medicaid u obavezi da osigura pokrivenost žena čiji su prihodi 133% od saveznog nivoa siromaštva u Sjedinjenim Američkim Državama.
Umrli na 100.000 živorođenih
| Country              | MMR (deaths per 100,000 live births) |
| SAD                  | 26.4                                 |
| Уједињено Краљевство | 9.2                                  |
| Portugalija          | 9                                    |
| Nemačka              | 9                                    |
| Francuska            | 7.8                                  |
| Kanada               | 7.3                                  |
| Holandija            | 6.7                                  |
| Španija              | 5.6                                  |
| Australija           | 5.5                                  |
| Irska                | 4.7                                  |
| Švedska              | 4.4                                  |
| Italija              | 4.2                                  |
| Danska               | 4.2                                  |
| Finska               | 3.8                                  |

Postoji mnogo mogućih razloga zašto Sjedinjene Američke Države imaju mnogo veći MMR od ostalih razvijenih zemalja: mnoge bolnice nisu spremne za hitne slučajeve majki, 44% grantova majke i fetusa ne ide u korist zdravlja majke, a stope komplikacija u trudnoći su neprestane povećanje.

## Prevencija
Nedosledna akušerska praksa,  porast broja žena sa hroničnim oboljenjima i nedostatak podataka o zdravlju majki doprinose smrtnosti majki u Sjedinjenim Američkim Državama. Prema uvodniku SZO iz 2015. godine, nacionalno primenjene smernice za trudnoću i porođaj, zajedno sa lakim i jednakim pristupom prenatalnim uslugama i nezi, kao i aktivno učešće svih 50 država u stvaranju boljih podataka o zdravlju majki, sve su neophodne komponente za smanjenje materinske smrtnosti.  Američka bolnička korporacija takođe je otkrila da jedinstvene smernice za rođenje mogu u celini poboljšati brigu o majkama. Ovo bi na kraju smanjilo količinu povreda majki, carske rezove i mortalitet.
Velika Britanija je uspjela drastično smanjiti smrtnost od preeklampsije primenom nacionalnog standardnog protokola.  Međutim, trenutno ne postoje takve ovlašćene smernice u Sjedinjenim Američkim Državama.
Da bi sprečio da se smrtnost majki razvija ubrzano, Amnesti International predlaže preduzimanje sledećih koraka:
- Povećati vladinu odgovornost i koordinaciju
- Stvoriti nacionalni registar za zdravstvene podatke o majkama i dojenčadima, uz istovremeno uključivanje preseka polova, rase i socijalnih / ekonomskih faktora
- Poboljšati nivo radne snage za porodiljsku negu
- Poboljšati raznolikost u porodiljskoj nezi

Prema američkom Ministarstvu za zdravstvo i socijalne usluge, Centri za kontrolu i prevenciju bolesti, Nacionalni centar za zdravstvenu statistiku, porođaji van bolnice (poput porođaja u kući i u porođajnim centarima uz pomoć babica) „generalno pružaju profil nižeg rizika od neželjenih stanja tokom rađanja u bolnici.
Postupci poput epiziotomije i carskog reza, iako korisni u nekim slučajevima, kada se primenjuju nepotrebno, povećavaju rizik od majčine smrti.  Babica i uobičajena akušerska nega mogu biti komplementarni,   što je čest slučaj u Kanadi, gde žene imaju široku mogućnost kontrole trudnoće i rađanja, pri čemu su informacije i pristanak osnovni elementi njihovog reformisanog materinstva. Stopa smrtnosti majki je u Kanadi dva puta niža od one u Sjedinjenim Američkim Državama, prema globalnom istraživanju koje su sprovele Ujedinjene nacije i Svetska banka.
Rodna pristrasnost, implicitna pristrasnost i akušersko nasilje u medicinskoj oblasti takođe su važni faktori kada se u Sjedinjenim Državama raspravlja o zdravlju, nezi i smrti majki.

## Napomene
1. ↑  MMR: odnos majčinske smrtnosti - broj umrlih na 100.000 rođenih.[13]

## Literatura
- The Organisation for Economic Co-operation and Development (OECD). OECD health data: health status: maternal and infant mortality. Available at: http://stats.oecd.org/index.aspx?DataSetCode=HEALTH_STAT#. Retrieved February 14, 2018.Cited Here
- Berg, C. J.; Callaghan, W. M.; Syverson, C; Henderson, Z. (2010). „Pregnancy-related mortality in the United States, 1998 to 2005”. Obstet Gynecol. 116: 1302—9.. Cited Here | View Full Text | PubMed | CrossRef
- Creanga, A. A.; Berg, C. J.; Ko, J. Y.; Farr, S. L.; Tong, V. T.; Bruce, F. C.;  . (2014). Maternal mortality and morbidity in the United States: where are we now? J Womens Health (Larchmt). 23: 3—9. Недостаје или је празан параметар |title= (помоћ). Cited Here | PubMed | CrossRef
- Brown HL, Small M, Taylor YJ, Chireau M, Howard DL. (2011). „Near miss maternal mortality in a multiethnic population”. Ann Epidemiol. 21 (2): 73—7. PMID 21184949. doi:10.1016/j.annepidem.2010.10.009.. Cited Here | PubMed | CrossRef
- Callaghan WM (2014). „State-based maternal death reviews: assessing opportunities to alter outcomes”. American Journal of Obstetrics & Gynecology. 211: 581—2..Cited Here | View Full Text | PubMed | CrossRef
- Martin, J. A.; Hamilton, B. E.; Sutton, P. D.; Ventura, S. J.; Menacker, F.; Kirmeyer, S.;  . (for 2005 2007). „Births: final data”. Natl Vital Stat Rep. 56: 1—103. Проверите вредност парамет(а)ра за датум: |date= (помоћ). Cited Here | PubMed
- Martin, J. A.; Hamilton, B. E.; Sutton, P. D.; Ventura, S. J.; Menacker, F.; Kirmeyer, S.;  . (for 2006 2009). „Births: final data”. Natl Vital Stat Rep. 57: 1—104. Проверите вредност парамет(а)ра за датум: |date= (помоћ).Cited Here
- Martin, J. A.; Hamilton, B. E.; Sutton, P. D.; Ventura, S. J.; Mathews, T. J.; Kirmeyer, S.;  . (for 2007 2010). „Births: final data”. Natl Vital Stat Rep. 58: 1—85. Проверите вредност парамет(а)ра за датум: |date= (помоћ). Cited Here | PubMed
- Martin JA, Hamilton BE, Sutton PD, Ventura SJ, Mathews TJ, Osterman MJ (2010). „Births: final data for 2008”. Natl Vital Stat Rep. 59: 1., 3–71.Cited Here | PubMed
- Martin, J. A.; Hamilton, B. E.; Ventura, S. J.; Osterman, M. J.; Kirmeyer, S.; Mathews, T. J.;  . (for 2009 2011). „Births: final data”. Natl Vital Stat Rep. 60: 1—70. Проверите вредност парамет(а)ра за датум: |date= (помоћ).Cited Here | PubMed
- Martin JA, Hamilton BE, Ventura SJ, Osterman MJ, Wilson E, Mathews TJ (for 2010 2012). „Birth: final data”. Natl Vital Stat Rep. 61: 1—72. Проверите вредност парамет(а)ра за датум: |date= (помоћ). Cited Here | PubMed
- Martin JA, Hamilton BE, Ventura SJ, Osterman MJ, Mathews TJ (for 2011 2013). „Births: final data”. Natl Vital Stat Rep. 62: 1—69. Проверите вредност парамет(а)ра за датум: |date= (помоћ), 72. Cited Here | PubMed
- Martin JA, Hamilton BE, Osterman MJ, Curtin SC, Mathews TJ (for 2012 2013). „Births: final data”. Natl Vital Stat Rep. 62: 1—68. Проверите вредност парамет(а)ра за датум: |date= (помоћ). Cited Here | PubMed
- Martin JA, Hamilton BE, Osterman MJ, Curtin SC, Matthews TJ (for 2013 2015). „Births: final data”. Natl Vital Stat Rep. 64: 1—65. Проверите вредност парамет(а)ра за датум: |date= (помоћ). Cited Here | PubMed
- Hamilton BE, Martin JA, Osterman MJ, Curtin SC (for 2014 2015). „Births: preliminary data”. Natl Vital Stat Rep. 64: 1—19. Проверите вредност парамет(а)ра за датум: |date= (помоћ). Cited Here | PubMed
- Centers for Disease Control and Prevention, National Center for Health Statistics. VitalStats. Available at: http://www.cdc.gov/nchs/vitalstats.htm. Retrieved February 14, 2018. Cited Here
- United States Department of Health and Human Services, Centers for Disease Control and Prevention, National Center for Health Statistics. Underlying cause of death 1999-2014 on CDC WONDER online database. 2015. Available at: http://wonder.cdc.gov/. Retrieved February 14, 2018. Cited Here
- Xu, J. Q.; Kochanek KD; Murphy, S. L.; Tejada-Vera, B. (for 2007 2010). „Deaths: final data”. Natl Vital Stat Rep. 58: 1—19. Проверите вредност парамет(а)ра за датум: |date= (помоћ).Cited Here
- Kung HC, Hoyert DL, Xu JQ, Murphy SL (for 2005 2008). „Deaths: final data”. Natl Vital Stat Rep. 56: 1—120. Проверите вредност парамет(а)ра за датум: |date= (помоћ).Cited Here | PubMed
- Xu JQ, Murphy S, Kochanek KD, Bastian B (for 2013 2016). „Deaths: final data”. Natl Vital Stat Rep. 64: 1—119. Проверите вредност парамет(а)ра за датум: |date= (помоћ). Cited Here | PubMed
- Iowa State University, Iowa Community Indicators Program. Urban percentage of the population for states, historical. Available at: http://www.icip.iastate.edu/tables/population/urban-pct-states. Retrieved January 9, 2016. Cited Here
- Kost K. Unintended pregnancy rates at the state level: estimates for 2010 and trends since 2002. Available at: https://www.guttmacher.org/pubs/StateUP10.pdf. Retrieved January 9, 2016. Cited Here
- Verstraeten, B. S.; Mijovic-Kondejewski, J.; Takeda, J; Tanaka, S.; Olson, D. M. (2015). „Canada's pregnancy-related mortality rates: doing well but room for improvement”. Clin Invest Med. 38: E15—22.. Cited Here | PubMed
- Brown HL, Chireau MV, Jallah Y, Howard D (2007). „The “Hispanic paradox”: an investigation of racial disparity in pregnancy outcomes at a tertiary care medical center”. American Journal of Obstetrics & Gynecology. 197: 197..e1–7. Cited Here | CrossRef
- Hall WJ, Chapman MV, Lee KM, Merino YM, Thomas TW, Payne BK;  . (2015). „Implicit racial/ethnic bias among health care professionals and it influence on health care outcomes: a systematic review”. Am J Public Health. 105: e60—76.. Cited Here | View Full Text | PubMed | CrossRef
- Richards MK, Flanagan MR, Littman AJ, Burke AK, Callegari LS. (2016). „Primary cesarean section and adverse delivery outcomes among women of very advanced maternal age”. J Perinatol. 36 (4): 272—7. PMID 26741572. S2CID 5247039. doi:10.1038/jp.2015.204..Cited Here | PubMed | CrossRef
- Dildy, G. A.; Jackson, G. M.; Fowers, G. K.; Oshiro, B. T.; Varner, M. W.; Clark, S. L. (1996). „Very advanced maternal age: pregnancy after age 45”. American Journal of Obstetrics & Gynecology. 175: 668—74.
- Deneux-Tharaux C, Berg C, Bouvier-Colle MH, Gissler M, Harper M, Nannini A, (2005). „Underreporting of pregnancy-related mortality in the United States, Europe”. Obstet Gynecol. 106: 684—92. Непознати параметар |display-author= игнорисан (помоћ). Cited Here | View Full Text | PubMed | CrossRef
- Creanga, A. A.; Berg, C. J.; Syverson, C; Seed, K.; Bruce, F. C.; Callaghan, W. M. (2015). „Pregnancy-related mortality in the United States, 2006-2010”. Obstet Gynecol. 125: 5—12.. Cited Here | View Full Text | PubMed | CrossRef
- Clark SL, Belfort MA, Dildy GA, Herbst MA, Meyers JA, Hankins GD (2008). „Maternal death in the 21st century: causes, prevention, and relationship to cesarean delivery”. American Journal of Obstetrics & Gynecology. 199: 36..e1–5.Cited Here | PubMed | CrossRef

## Spoljašnje veze
|  | Molimo Vas, obratite pažnju na važno upozorenje u vezi sa temama iz oblasti medicine (zdravlja). |